# Aire urbaine de Pertuis
L'aire urbaine de Pertuis est une ancienne aire urbaine française centrée sur la ville de Pertuis. Définie par l'INSEE lors du découpage de 1999, elle a disparu lors du redécoupage des aires urbaines de 2011 basé sur le découpage en unités urbaines de 2010, Pertuis était dorénavant considérée comme une ville « multipolarisée des grands pôles ».

## Caractéristiques
D'après la définition qu'en donne l'INSEE, l'aire urbaine de Pertuis est composée de 1 commune, située dans le Vaucluse. Ses 18 872 habitants font d'elle la 275e aire urbaine de France.
Une seule commune de l'aire urbaine est un pôle urbain.
Le tableau suivant détaille la répartition de l'aire urbaine sur le département (les pourcentages s'entendent en proportion du département) :
| Département | Communes | Communes (%) | Superficie (km²) | Superficie (%) | Population (2008) | Population (%) |
| ----------- | -------- | ------------ | ---------------- | -------------- | ----------------- | -------------- |
| Vaucluse    | 1        | 0,7          | 66,23            | 1,9            | 18 872            | 3,6            |

## Communes
Voici la liste des communes françaises de l'aire urbaine de Pertuis.
| Code INSEE | Commune | Type        | Département | Superficie (km²) | Population (2008) | Densité (hab./km²) |
| ---------- | ------- | ----------- | ----------- | ---------------- | ----------------- | ------------------ |
| 84089      | Pertuis | Pôle urbain | Vaucluse    | +0066,23         | +00018 872,       | +00285,            |
|            | Total   |             |             | +0066,23         | +00018 872,       | +00285,            |